# وجاء دور المجوس (كتاب)
كتاب وجاء دور المجوس كتاب مؤلفه الشيخ محمد سرور بن نايف زين العابدين في أواخر السبعينات بعد سيطرة الخميني على حكم إيران وقد كتبه باسم مستعار هو الدكتور عبد الله الغريب يتحدث فيه عن الأبعاد التاريخية والعقائدية والسياسية للثورة الإيرانية ويبين حقيقة الشيعة في رأيه وأنهم أنما هم يهود ومجوس يتسترون بالإسلام ليطعنوا فيه ويبين خيانات الرافضة للأمة طوال تاريخهم. يقع الكتاب في حوالي 500 صفحة وذكر المؤلف أن الشيخ ابن باز اشترى ثلاثة آلاف نسخة ووزعها.